# Ongtrem
Ongtrem é uma ONG voltada ao transporte e à ecologia em movimento
Lançada oficialmente em 2002 visando à criação de um fórum permanente de debates entre profissionais de transporte e a sociedade a ong propõe uma nova mobilidade a partir de uma revisão da matriz de transporte e da matriz energética que dá suporte aos modos de transporte, tanto para o deslocamento urbano quanto regional. Essa revisão visa apropriar as novas tecnologias disponíveis, a nova ética ambiental e uma política responsável na construção de uma sociedade mais fraterna e justa.
A ongtrem foi idealizada na realização da primeira manifestação Na cidade sem meu carro, ainda em 2000, através da participação voluntária de centenas de funcionários da BHTRANS, empresa responsável pelo gerenciamento do transporte público e pelo trânsito de Belo Horizonte.

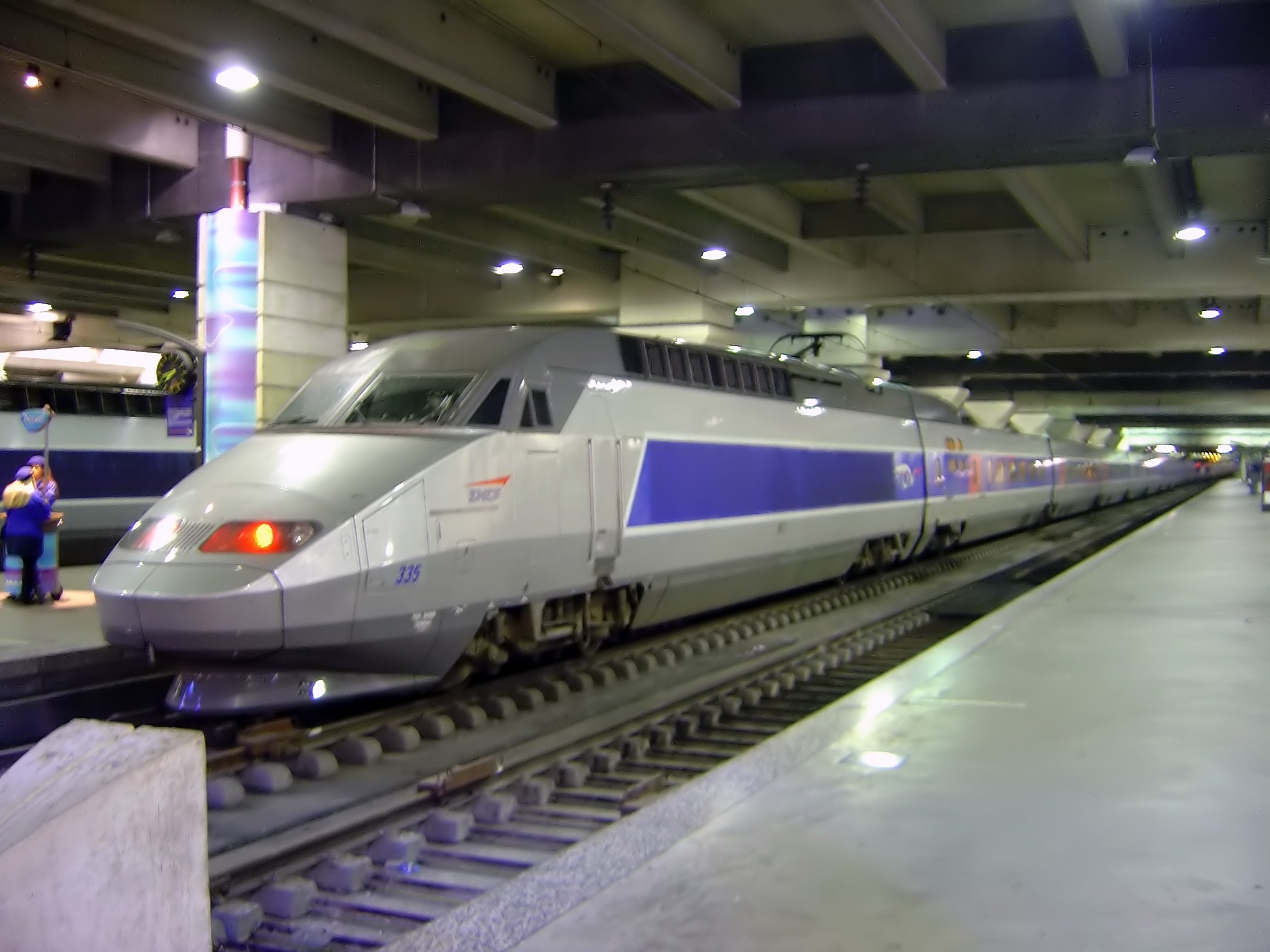
O TGV na estação de Montparnasse, em Paris

Em 2001, começaram as primeiras discussões sobre mudança energética no transporte público de Belo Horizonte conduzido pelo economista Francisco Oliveira. Esses estudos levaram ao trabalho pioneiro apresentado em 2003 no Fórum Social Brasileiro denominado "A importância estratégica do biodiesel", sendo o primeiro a abarcar a demanda por combustíveis não poluentes nos transporte público das grandes cidades, as características químicas das emissões do biodiesel e o estudo econômico de toda a sua cadeia produtiva. Atualmente, os estudos apontam para a Macaúba como a melhor fonte de bioenergia e para o seu desenvolvimento foi criada uma grande rede de pesquisadores, denominados macaubeiros, em todo o Brasil.
Em 2002, a ongtrem foi oficialmente fundada na seda do Clube Albert Scharlé em Sabará e contou com um Trem de passageiro exclusivo com três vagões cedido pela Vale. Após a sua criação houve uma série de manifestações pela volta dos trens de passageiros em todo o Brasil, principalmente nos ramais da antiga Estrada de Ferro Central do Brasil, mas ainda sem muito sucesso. 
Em 2003, a ong realizou uma grande campanha pela volta dos bondes a Belo Horizonte sugerindo a utilização das linhas ainda existentes no centro da cidade. Essa campanha influenciou a criação da Sociedade Cultural Saudade do Bonde propondo firmar um convênio como bairros irmãos, Santa Tereza do Rio de Janeiro com Santa Tereza de Belo Horizonte e a criação de uma linha turística na capital mineira nos moldes do bairro carioca. Em 2005, a Prefeitura de Belo Horizonte chegou a divulgar a volta do trem turístico entre o Mercado Municipal e o Museu Mineiro.

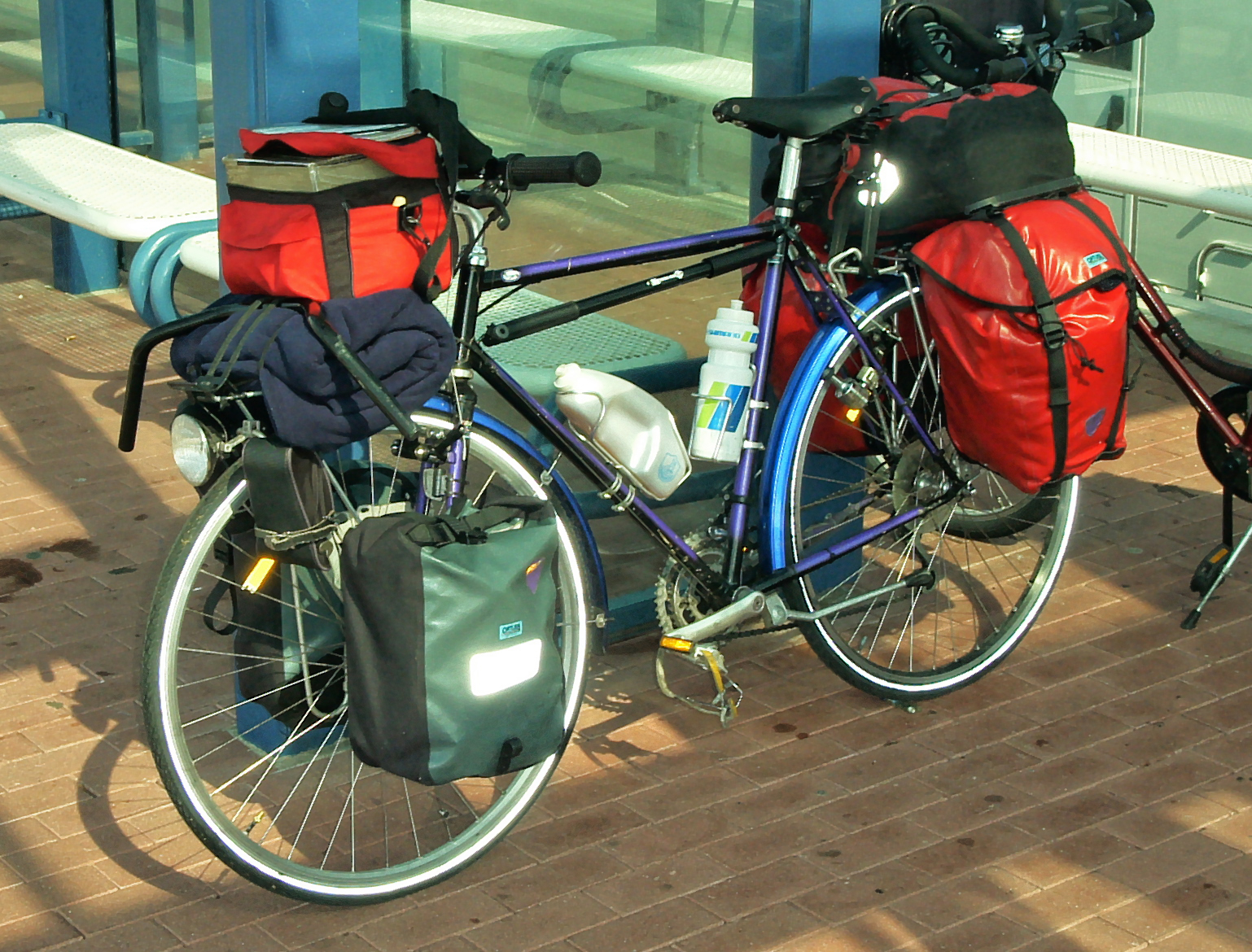
Bicicleta.

Em 2004, juntamente com a AMAB (Associação Mineira dos Amigos da Bicicleta), a Primotur e a Haja Banana realizaram a primeira Bicicletada de Belo Horizonte, chegando a articular uma bem sucedida manifestação de reivindicação de ciclovia para a Av. Vilarinho na Zona Norte de Belo Horizonte.
No ano de 2005, durante a campanha "Na cidade, sem meu carro" a ong apresentou o teste de Carro dependência, expondo a dependência da sociedade moderna ao transporte motorizado individual.

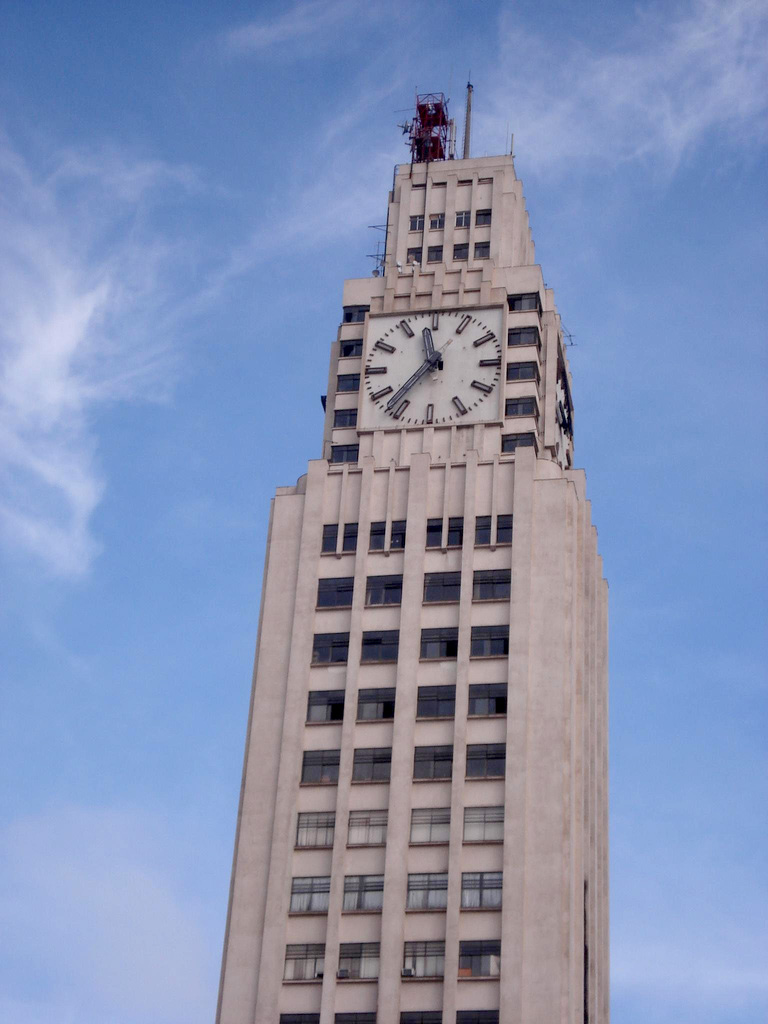
Estação Central do Brasil, no Rio de Janeiro.

Nas comemorações dos 150 anos da Estrada de Ferro Central do Brasil a ongtrem foi agraciada com a Placa Alusiva as homenagens feitas pela Assembléia Mineira à ferrovia inaugurada em 1858 e que trouxe a modernidade para as Minas Gerais.

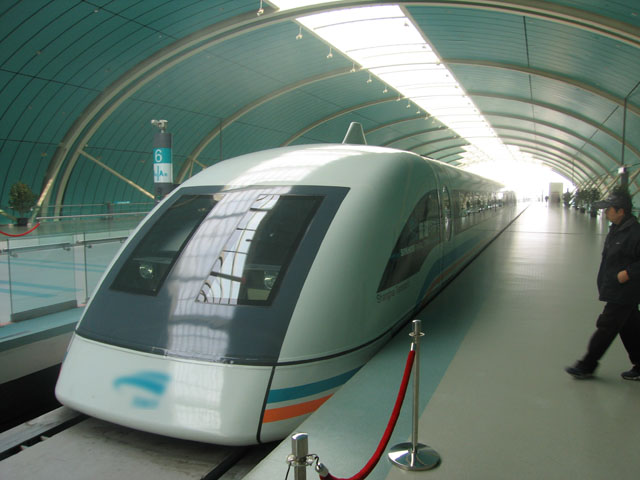
Maglev de Xangai

As pesquisas recentes sobre levitação magnética, ou Maglev, efetuadas pelo Dr. Eduardo David da COPPE/UFRJ na área de transportes pode colocar o Brasil de novo na vanguarda na adoção de novos meios de transporte e a ong vem acompanhando de perto esses trabalhos.

## Site Oficial
- ongtrem